# Zamek Rogowiec

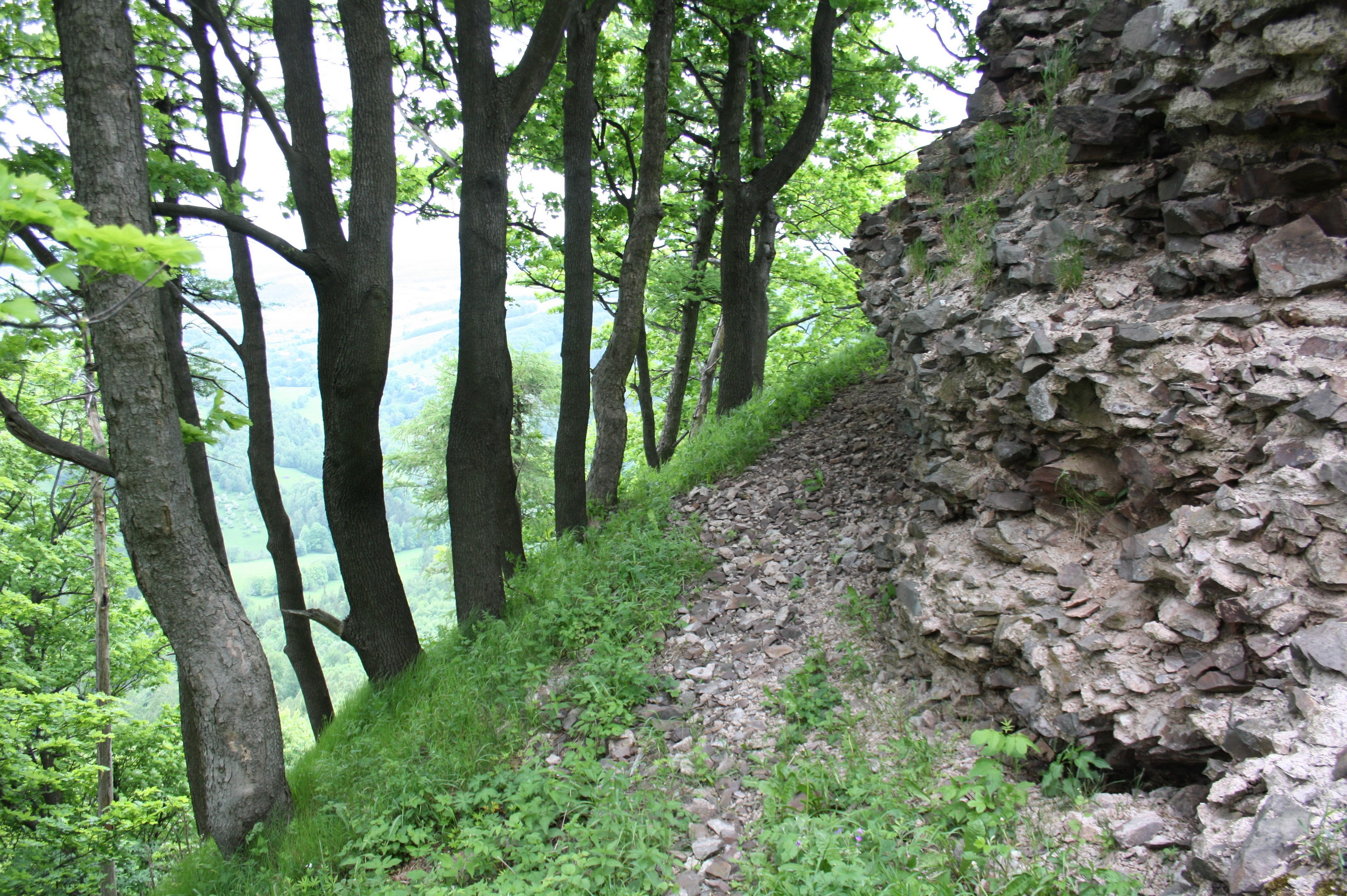
Zbocza Rogowca

Zamek Rogowiec (niem. Hornschloss, także Hornsberg, cz. Hornšperk) – zabytkowy zamek w ruinie położony w północnej części Gór Suchych w Sudetach Środkowych w województwie dolnośląskim.

## Położenie
Ruiny kamiennego zamku Rogowiec z końca XIII wieku położone są w północnej części Gór Suchych na zachód od wioski Grzmiąca. Zamek został zbudowany na stożkowatym i skalistym wzgórzu Rogowiec wznoszącym się 870 m n.p.m. sąsiadującym ze skałkami „Skalne Bramy”. Szczyt, zbudowany jest z permskich melafirów. Całe wzgórze oraz otoczenie ruin zamku porośnięte jest lasem bukowo-świerkowym regla dolnego. Zbocza Rogowca są strome pocięte małymi, lecz głębokimi dolinkami oraz usiane malowniczymi permskimi skałkami.

## Opis dawnego wyglądu zamku
Zamek Rogowiec zbudowano pod koniec XIII wieku na skalnym stromym wzniesieniu z nieobrobionego łupanego kamienia, na obrysie, rozszerzonej podkowy. Zamek składał się z zamku górnego, międzymurza, zamku dolnego oraz dziedzińca wewnątrz zamkowego. Zamek górny, ulokowany na nieregularnym podłożu, miał nieregularny kształt, dostosowany do terenu i obejmował mniej więcej, kształt zbliżony do trójkąta o wym. ok. 30 × 20 m i powierzchni około 700 m², na zachodnim jego wierzchołku we wschodniej części obwarowań stała okrągła wieża o średnicy około 10 m i grubości murów przy ziemi około 3,6 m. Dwuskrzydłowy budynek mieszkalny znajdował się w południowo-zachodnim narożu dziedzińca przystawiony do kurtyny północnej oraz wschodniej i był połączony z wieżą tunelem. Całość otoczona była wysokim murem obronnym o grubości około 2,0 m wykonanym z kamienia łupanego, mur był związany z wieżą. Ciasny dziedziniec mieścił wewnątrz wieżę, stajnie, zabudowania gospodarcze i pomieszczenia dla załogi. Na zamku niskim były dwie baszty, budynek z bramą wjazdową, a obok murów znajdowała się druga linia umocnień warowni. Do zamku prowadziła droga przez zabezpieczoną bramę wjazdową. W XIV stuleciu w miejscu skrzydła wschodniego postawiono wieżę mieszkalną na obrysie prostokąta (o bokach 9,2 × 11 m) oraz wzmocniono linię obronną, budując w północno-wschodnim narożu zamku półokrągłą basteję.

## Historia zamku
Pierwsza drewniana warownia na szczycie Rogowca została wzniesiona przez Bolesława Wysokiego w XII wieku. W końcu XIII wieku (ok. 1292 r.) książę Bolko I świdnicki kazał zbudować zamek murowany jako jedno z ogniw łańcucha umocnień wzdłuż granicy czeskiej. Zamek po raz pierwszy pojawia się w dokumentach z 1292 i 1299 r. W obu wypadkach jako kasztelan warowni wymieniony jest Reinsko (z Makowic), oficjał na dworze Bolka I. Rogowiec jako kasztelania  wzmiankowany jest także w dokumencie z 1340 r. . W 1316 r. stał się bazą wypadową księcia Władysława legnickiego, w konflikcie z Bolesławem brzeskim. Stąd najeżdżał księstwo brata, razem z rycerzem z Rogowca i drużyną utworzoną z ludzi wyjętych spod prawa, określanych jako „wygnańcy, zbiegowie i obciążeni długami” . W trakcie wojny Bolka II z Janem i Karolem Luksemburskim w 1345 r., zamek miał pełnić funkcję więzienia dla „zdrajców” . W związku z tym pozostawał tu ponoć w odosobnieniu Henryk von Schweinischen. W 1353 r. na zamku miał przebywać Bolko II, przygotowując się do najazdu na ziemie Korony Czeskiej. Warownia wymieniona została w 1353 r. wśród twierdz i targów księstwa świdnicko-jaworskiego, na dokumentach układu na przeżycie między Bolkiem II, a Karolem IV Luksemburskim. Również na dokumencie Karola IV z 1364 r. zamek wymieniony jest wśród twierdz Bolka II. Od 1361 do 1374 r. burgrabią warowni był Mikołaj Bolcze, ochmistrz dworu świdnickiego, który miał ją doprowadzić do rozkwitu. Państwowy charakter zamku utrzymał się nawet po śmierci Agnieszki, żony Bolka II (1392 r.), gdy księstwo świdnicko-jaworskie zostało inkorporowane do Korony Czeskiej . W 1404 r. Wacław IV nadaje twierdzę Janowi Kruszynie von Leuchtenberg staroście księstwa świdnicko-jaworskiego. Z 1409  r. pochodzi  wzmianka o burgrabim zamku Franczku Adelungspach . W okresie wojen husyckich został opanowany i zdewastowany przez husytów, Potem stał się siedzibą rycerzy-rozbójników. W 1420 zdobył go „Raubritter” Franz von Pogorella, a w 1429 zamek dostał się w ręce rycerskiego rodu Schellendorfów, trudniących się rozbojem, którzy opanowali też sąsiednie Radosno. Schellendorfowie i ich potomkowie utrzymali się w nich do 1482 roku. Podobnie jak kilka innych gniazd opozycji wobec Wrocławia i Macieja Korwina, zamek został zdobyty w 1482 przez wojska Macieja Korwina dowodzone przez Georga von Steina, które zdobyły warownię  i zniszczyły tak, że z ruin nie podniosła się nigdy. Od tego czasu zamek pozostaje w ruinie. W początkach XVI w. okoliczne dobra wraz z ruinami zamku nabywa hrabia von Hochberg, pan na Książu.

## Funkcje zamku
- służył utrwalaniu władzy zwierzchniej na bardzo słabo jeszcze zaludnionych terenach górskich,
- wraz z twierdzami Radosno, Grodno i Nowy Dwór stanowił lokalną linię umocnień granicznych przy południowej granicy z Czechami.
- był w XV wieku siedzibą rycerzy-rozbójników.
- strzegł średniowiecznego szlaku handlowego u stóp Rogowca, w dolinie Rybnej.
- spełniał funkcję tytularnej siedziby zarządu dóbr.

## Zamek obecnie

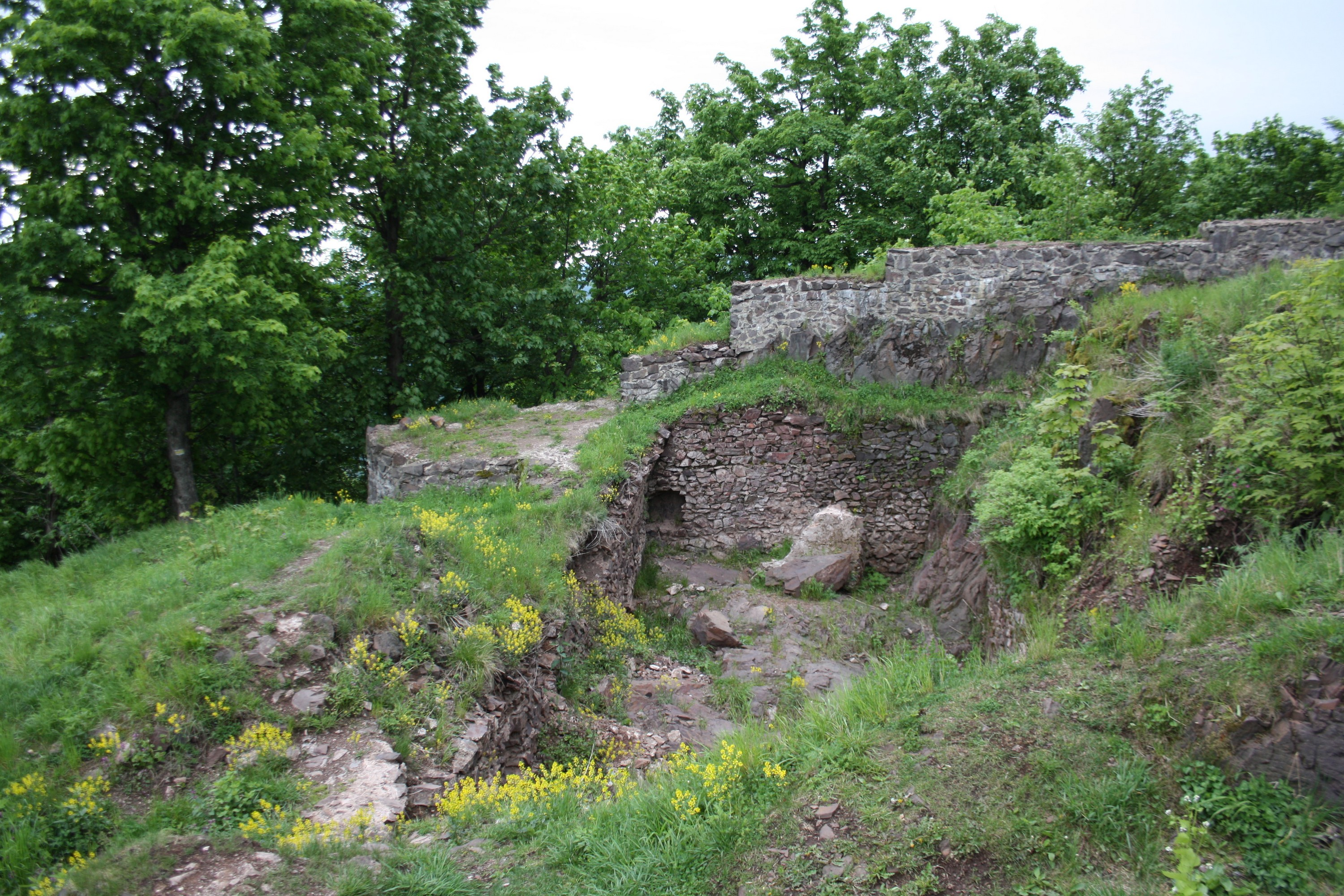
Relikty zamku

Do dzisiejszych czasów zachowane relikty książęcego zamku składają się z fragmentów murów obwodowych, nikłych pozostałości po basztach oraz fragmentu cylindrycznej wieży o wysokości około 3 metrów. Obecnie prace wykopaliskowe na zamku są prowadzone przez studentów archeologii i etnologii Uniwersytetu Wrocławskiego pod nadzorem dr Artura Boguszewicza. 

## Atrakcje
- Rogowiec jest najwyżej położonym zamkiem w Polsce[5].
- Ze szczytu roztacza się szeroka panorama. Na wschodzie i północnym wschodzie widać Góry Sowie, na północy Góry Wałbrzyskie, na zachodzie i południu Góry Kamienne.

## Szlaki turystyczne
Przez ruiny zamku przebiega:
- żółty Głuszyca – Schronisko PTTK „Andrzejówka”,

u podnóża:
- czerwony Główny Szlak Sudecki
- niebieski Rybnicki Grzbiet – Schronisko PTTK „Andrzejówka”.